# (567) Eleuteria
(567) Eleuteria es un asteroide perteneciente al cinturón de asteroides descubierto el 28 de mayo de 1905 por Paul Götz desde el observatorio de Heidelberg-Königstuhl, Alemania.
Está nombrado por Eleuteria, diosa griega de la libertad.